# 安田修 (実業家)
安田 修（やすだ おさむ、1947年 - 没年不明）は、日本の実業家、馬主。
かつて存在した、外壁材や屋根材の販売を手掛ける新興産業株式会社（現在倒産）の代表取締役社長を務めていた。

## 経歴
奈良県出身。1973年に新興産業を創業、3年後の1976年に株式会社となった際に代表取締役となる。
新興産業の倒産後は馬主業や競走馬の生産に復帰することも無く、長らく姿を見せていなかったが、2023年、死去していたことが明らかになった。没年齢は不詳。

## 馬主活動

安田の勝負服

日本中央競馬会（JRA）および地方競馬全国協会（NAR）に登録していた馬主としても知られた。勝負服の柄は黒、冠名には自身の経営していた会社名より「シンコウ」を用いた。また、馬選びのアドバイザーとして鬼塚義臣を起用していた。
当初は地方競馬の大井競馬場で競走馬を所有。最初の所有馬であるシナノカオリは14戦7勝の戦績を残した。その後、JRAの調教師である藤沢和雄や国枝栄との出会いを経て、1990年頃に中央競馬の馬主資格を取得した。
1997年には沙流郡門別町に生産牧場・シンコーファーム（こちらには冠名の「シンコウ」ではなく「シンコー」と記す）を開設し、オーナーブリーダーとしても活動。のち2001年には代表生産馬レディパステルが優駿牝馬に優勝すると、2002年に新興産業から独立して株式会社化。生産専門のマーケットブリーダーとして、その後もフミノイマージンなどの活躍馬を送り出していたが、その後解散した。
タイキブリザードの一口馬主でもあった。

### 来歴
- 1978年頃 - 大井競馬で馬主となる[1]。
- 1991年 - 中山大障害・春をシンコウアンクレーが制し、重賞初制覇[1]。
- 1993年 - マイルチャンピオンシップをシンコウラブリイが制し、GI級競走初制覇。
- 1997年 - シンコーファームを開設[1]。
- 2001年 - 新興産業の経営難からシンコウカリドなどの所有馬を他者に譲渡し、馬主業から撤退した。
- 2023年 - 12月28日に執り行われた田中勝春の騎手引退式にて、同騎手が片側に安田の服色の配色をあしらった[注 4]特殊なデザインの勝負服で登壇した[2]。

## 主な所有馬

### GI級競走優勝馬
- シンコウラブリイ（1992年ニュージーランドトロフィー4歳ステークス、ラジオたんぱ賞、クイーンステークス、1993年マイルチャンピオンシップ、毎日王冠、スワンステークス）
- シンコウキング（1997年高松宮杯）
- シンコウウインディ（1996年ユニコーンステークス、平安ステークス、1997年フェブラリーステークス）
- シンコウフォレスト（1997年阪急杯、1998年高松宮記念、1999年函館スプリントステークス）

### 重賞競走優勝馬
- シンコウアンクレー（1991年中山大障害・春）
- シンコウスプレンダ（1998年京成杯オータムハンデキャップ、2000年エルムステークス）

### その他の所有馬
- クエストフォベスト（種牡馬）
- シンコウエドワード（1998年NHKマイルカップ2着、2000年ダービー卿チャレンジトロフィー2着、2001年東京新聞杯2着[注 5]）
- シンコウカリド（2001年スプリングステークス2着[注 6]）
- シンコウシングラー（1998年セントライト記念3着、1999年アルゼンチン共和国杯3着、種牡馬。シンコウシングラー事件で知られる[注 7]）
- サラトガデュー（繁殖牝馬）
- メイプルジンスキー（繁殖牝馬）